# Мішель Сюбор
Мішель Сюбор (фр. Michel Subor; при народженні Жозеф Мішель Субоцкі, фр. Joseph Michel Subotzky; 2 лютого 1935, Париж — 10 січня 2022, Тулуза) — французький актор театру, кіно та телебачення.

## Життєпис
Народився 2 лютого 1935 року у Парижі в родині емігрантів з СРСР.
1955 року дебютував у кіно з невеликою роллю в кінокомедії «Шелест» Августо Дженіна за участю Дані Робен, Луї де Фюнеса, Мілен Демонжо та Джино Черві. 1961 року спільно з Бріжіт Бардо зіграв головну роль у фільмі «Будь ласка, не зараз» Роже Вадима. Наступного року Франсуа Трюффо запросив його читати текст за кадром у своїй стрічці «Жуль і Джим» з Жанною Моро. 1963 року виконав головну роль у драмі «Маленький солдат» Жана-Люка Годара. 1965 року зіграв роль Германа у фільмі «Пікова дама» Леонарда Кейгеля за однойменною повістю Пушкіна. Також помітними стали ролі у шпигунському трилері 1969 року «Топаз» Альфреда Гічкока та драмі 1999 року «Красива робота» Клер Дені (сучасному прочитанні роману «Біллі Бадд» Мелвілла).
Мішель Сюбор загинув в результаті ДТП 10 січня 2022 року у місті Тулуза в 86-річному віці.

## Вибрана фільмографія
| Рік  |   | Українська назва        | Оригінальна назва          | Роль                        |
| ---- | - | ----------------------- | -------------------------- | --------------------------- |
| 1955 | ф | Шелест                  | Frou-Frou                  | молодий чоловік в ресторані |
| 1959 | ф | Мій приятель циган      | Mon pote le gitan          | Брюно Піттуїтті             |
| 1961 | ф | Канікули у пеклі        | Vacances en enfer          | Андре                       |
| 1961 | ф | Будь ласка, не зараз    | La Bride sur le cou        | Ален Варньє                 |
| 1962 | ф | Жуль і Джим             | Jules et Jim               | оповідач (голос)            |
| 1963 | ф | Маленький солдат        | Le Petit Soldat            | Брюно Форестьє              |
| 1964 | ф | Подружнє життя          | La Vie conjugale           | Роже                        |
| 1965 | ф | Що нового, кицюню?      | What's New Pussycat?       | Філіп                       |
| 1965 | ф | Пікова дама             | La dame de pique           | Герман                      |
| 1969 | ф | Топаз                   | Topaz                      | Франсуа Пікар               |
| 1973 | ф | День Шакала             | The Day of the Jackal      | терорист ОАС в автівці      |
| 1973 | с | Демаркаційна лінія      | La Ligne de démarcation    | Гійом                       |
| 1976 | ф | Доктор Франсуаза Гальян | Docteur Françoise Gailland | доктор Режис Кабре          |
| 1980 | ф | Бунтар                  | La Rebelle                 | Юбер Бофіль                 |
| 1989 | ф | Французька революція    | La Révolution française    | Марк Вадьє                  |
| 1989 | с | Повість про двоє міст   | A Tale of Two Cities       | батько Дарнея               |
| 1991 | с | Місце злочину           | Tatort                     | Андре                       |
| 1991 | с | Нестор Бурма            | Nestor Burma               | Барньє-Дешамбр              |
| 1992 | с | Контрудар               | Counterstrike              | Юрій                        |
| 1999 | ф | Красива робота          | Beau Travail               | командир Брюно Форестьє     |
| 2000 | ф | Так воно й буде         | Ainsi soit-il              | Барро                       |
| 2000 | ф | Вірність                | La Fidėlite                | Мак Руа                     |
| 2001 | ф | Дика невинність         | Sauvage Innocence          | Чес                         |
| 2004 | ф | Незваний гість          | L'intrus                   | Луї Требо                   |
| 2009 | ф | Білий матеріал          | White material             | Анрі Віаль                  |
| 2011 | ф | Остання зима            | L’hiver dernier            | Гельєр                      |
| 2013 | ф | Славні виродки          | Les salauds                | Едуард Лапорт               |
| 2018 | с | Цей жорсткий світ       | Aux animaux la guerre      | П'єр Дюру                   |